# Inoue (Klan)

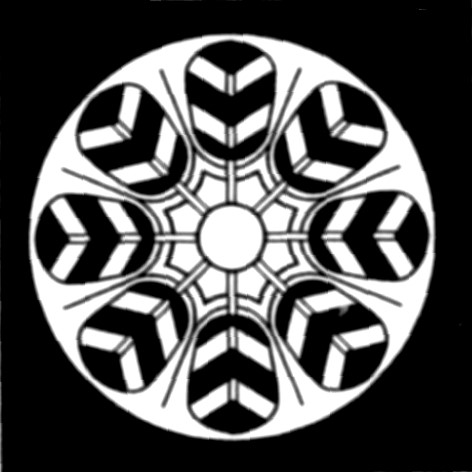
Wappen der Inoue in Tsurumai und in Takaoka (Inoue-Falkenfedern)

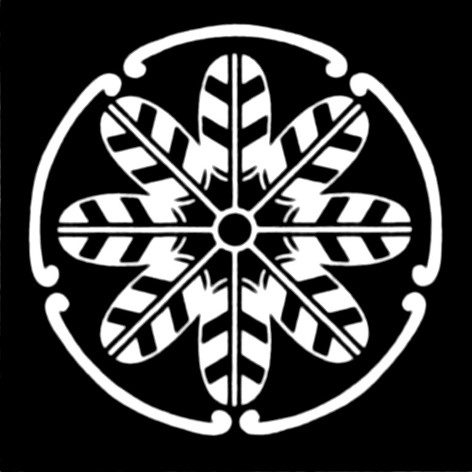
Wappen der Inoue in Shimotsuma (Falkenfedern in fünf Spangen)

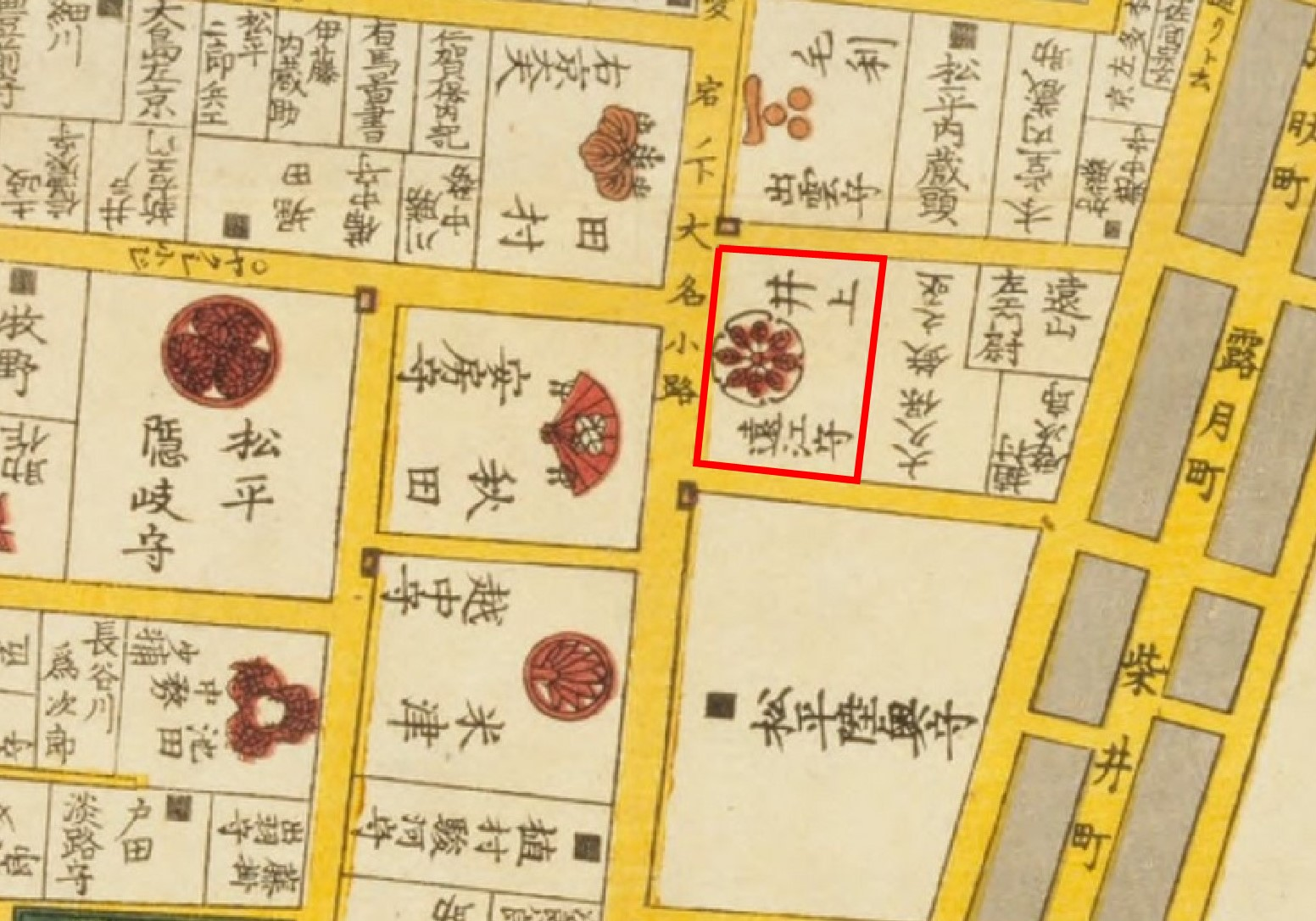
Eine Inoue-Residenz in Edo

Die Inoue (japanisch 井上氏, Inoue-shi)  waren eine Familie des japanischen Schwertadels (Buke) aus der Provinz Mikawa, die sich von Minamoto no Yorisue (Seiwa-Genji) ableitete. Mit einem Einkommen von 60.000 Koku gehörten die zuletzt in Tsurumai (Präfektur Chiba) residierenden Inoue zu den größeren Fudai-Daimyō der Edo-Zeit.

## Genealogie

### Hauptzweig
Der Hauptzweig residierte nacheinander ab 1623 in Yokosuka (Tōtōmi) mit 55.000 Koku, ab 1645 in Kasama (Hitachi), ab 1692 in Gujō (Mino), ab 1697 in Kameyama (Tamba), ab 1702 in Shimodate (Hitachi), ab 1703 in Kasama, ab 1747 in Iwakitaira (Mutsu) mit 60.000 Koku, ab 1758 in Hamamatsu (Tōtōmi), ab 1817 in Tanagura (Mutsu), ab 1836 in Tatebayashi (Kōzuke), ab 1845 wieder in Hamamatsu, und schließlich kurz vor der Meiji-Restauration nur in einem Festen Haus (jinya) in Tsurumai (Kazusa). Nach 1868 Vizegraf.

### Nebenzweige
Ein Nebenzweig wurde ab 1712 in Shimotsuma (Shimousa) eingerichtet. Er residierte dort in einem Festen Haus bis 1868 mit 10.000 Koku. Nach 1868 Vizegraf.
Ein weiterer Nebenzweig residierte ab 1640 in einem Festen Haus in Takaoka  (Shimousa) bis 1868 mit 14.000 Koku. Nach 1868 Vizegraf.